# TV Tokyo

Logo usato fino al 2023

Logo per il 50º anniversario della rete nel 2014

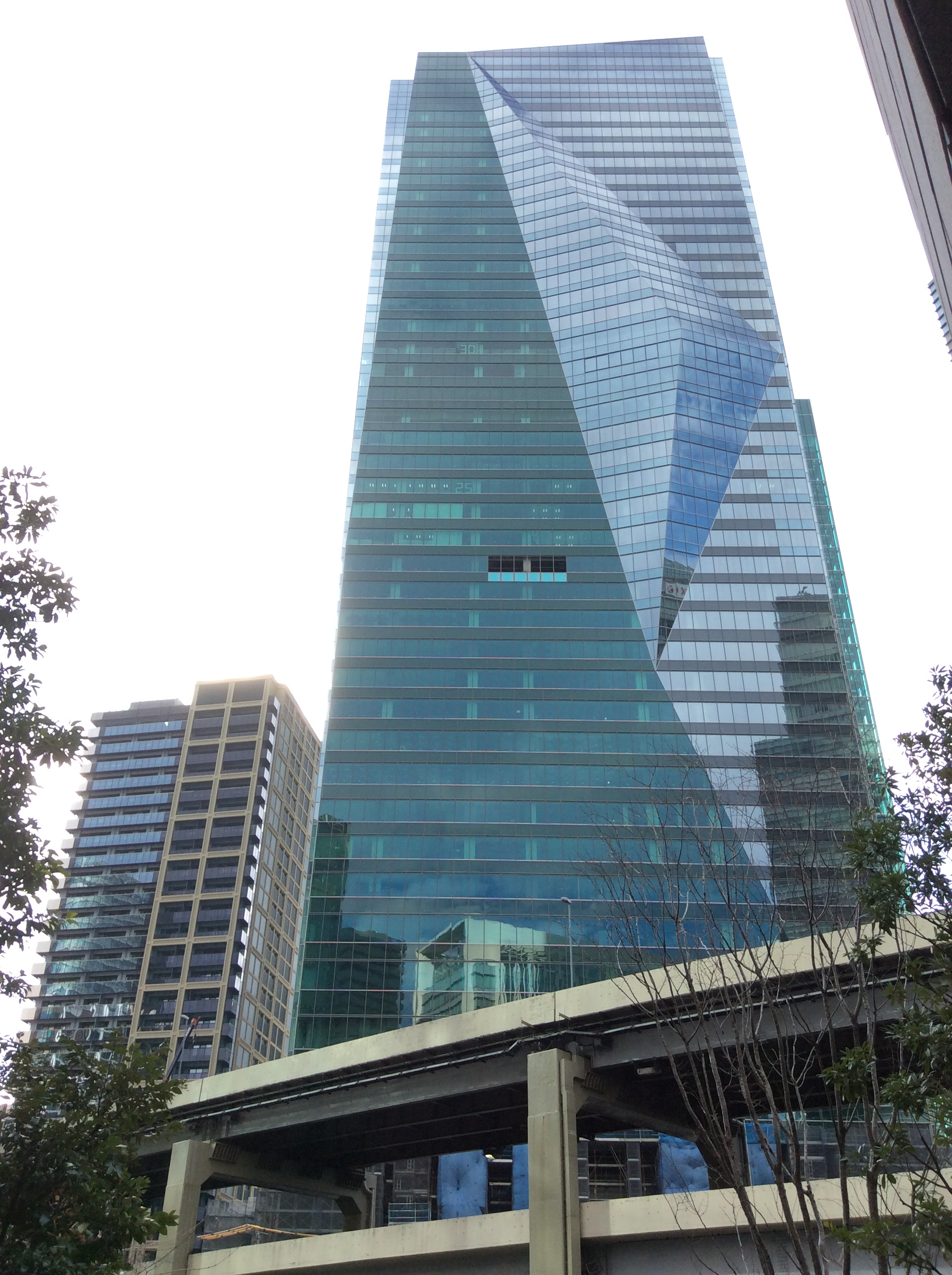
Sede di TV Tokyo

TV Tokyo (テレビ東京?, Terebi Tōkyō) è una rete televisiva giapponese con sede a Tokyo nata nel 1964 e da allora è divenuta una dei canali più seguiti in Giappone. TV Tokyo trasmette a 32 milioni di famiglie in Giappone (circa il 68% della popolazione giapponese).

## Storia
Nel 1969 fu acquistata dalla Nihon Keizai Shimbun e nel 1973 cambiò il nome in Tokyo Channel 12. Inizia a trasmettere oltre ai programmi culturali ed istruttivi anche programmi dedicati al divertimento, sport e notizie e nel 1981 acquista il nome Television Tokyo Channel 12. La rete televisiva fa parte del TX Network insieme a sei canali radiofonici e altri canali TV. Il maggiore share di questa rete televisiva è tra le 19 e le 20 dove quasi l'8% della popolazione giapponese sta guardando un programma trasmesso dalla TV Tokyo. Il canale televisivo è tra quelli disponibili su KeyHoleTV.

## Alcuni anime trasmessi
1981
- Hello! Spank

1983
- Holly e Benji

1984
- Mila e Shiro due cuori nella pallavolo

1986
- Dragon Ball

1989
- Dragon Ball Z

1995
- Slayers
- Neon Genesis Evangelion

1996
- Dragon Ball GT
- Rossana

1997
- Cutie Honey Flash
- Pokémon
- Luna principessa argentata

1998
- Cowboy Bebop
- SuperDoll Rika-chan

1999
- One Piece

2000
- Love Hina
- Hamtaro
- Yu-Gi-Oh!

2001
- Beyblade
- Super GALS!
- Pretear
- Kirby
- Shaman King

2002
- Mirmo!!
- Tokyo Mew Mew
- Princess Tutu
- Naruto
- Ultimate Muscle
- PIANO

2003
- Fullmetal Alchemist
- Last Exile
- Saiyuki Reload
- Narue no Sekai
- Mermaid Melody - Principesse sirene
- Sonic X

2004
- Alice Academy
- Saiyuki Reload Gunlock
- Bleach
- Keroro
- School Rumble
- Yu-Gi-Oh! GX

2005
- My Melody - Sogni di magia
- Suzuka
- Twin Princess - Principesse gemelle
- Eureka Seven

2006
- Death Note
- La malinconia di Haruhi Suzumiya
- Kilari
- PPG Z - Superchicche alla riscossa
- Perfect Girl Evolution
- Tutor Hitman Reborn

2007
- Bakugan - Battle Brawlers
- Blue Dragon
- Lucky Star
- Kamichama Karin
- Naruto Shippuden
- Idolmaster: XENOGLOSSIA
- Sugarbunnies
- Shugo Chara!

2008
- Inazuma Eleven
- Soul Eater
- Vampire Knight/Vampire Knight Guilty
- Yu-Gi-Oh! 5D's

2009
- Dragon Ball Kai
- Fairy Tail
- Fullmetal Alchemist: Brotherhood
- Jewelpet
- K-On!

2010
- B gata H kei

2011
- Inazuma Eleven GO
- Pretty Star - Sognando l'Aurora
- Ro-Kyu-Bu!
- Yu-Gi-Oh! Zexal

2012
- Aikatsu!
- Furusato saisei: Nippon no mukashibanashi
- Pretty Rhythm: Dear My Future
- Sword Art Online
- Wooser no sono higurashi

2013
- Ace of Diamond
- L'attacco dei giganti
- Love Live!
- Pretty Rhythm: Rainbow Live
- Yami Shibai

2014
- Yo-kai Watch
- Fairy Tail (2014)
- Garo
- Gekkan shōjo Nozaki-kun
- Gugure! Kokkuri-san
- Gundam Build Fighters Try
- Hanayamata
- Inō-battle wa nichijō-kei no naka de
- PriPara
- Soul Eater Not!
- Tokyo Ghoul
- Trinity Seven
- Yami Shibai 2
- Yu-Gi-Oh! Arc-V

2015
- Binan kōkō Chikyū bōei-bu Love!
- Dragon Ball Super
- Jitsu wa watashi wa
- Non Non Biyori repeat
- Seiken tsukai no world break
- One-Punch Man

2016
- Rilu Rilu Fairilu

2017
- Black Clover
- Yu-Gi-Oh! VRAINS